# Ville Platte
Ville Platte is een plaats (city) in de Amerikaanse staat Louisiana, en valt bestuurlijk gezien onder Evangeline Parish.

## Demografie
Bij de volkstelling in 2000 werd het aantal inwoners vastgesteld op 8145.
In 2006 is het aantal inwoners door het United States Census Bureau geschat op 8316, een stijging van 171 (2,1%).

## Geografie
Volgens het United States Census Bureau beslaat de plaats een oppervlakte van
7,9 km², geheel bestaande uit land. Ville Platte ligt op ongeveer 22 m boven zeeniveau.

## Plaatsen in de nabije omgeving
De onderstaande figuur toont nabijgelegen plaatsen in een straal van 28 km rond Ville Platte.